# Долен Хесен
Долен Хесен (на немски: Niederhessen) е историческо название на територия в Северен Хесен (Nordhessen), Германия.
Названието Долен Хесен се появява през Средновековието за наричаното „Долно княжество“ (Niederfürstentum) Ландграфство Хесен, което от Графството Цигенхайн до 1450 г. е отделено от т.нар. „Горно княжество“ (Oberfürstentum) (Горен Хесен). Долен Хесен обхваща територията на реките долна Фулда, Едер, Швалм, Вера и на горен Везер с резиденция Касел.
След подялбата на територията на Ландграфство Хесен след смъртта на ландграф Филип I Великодушни през 1567 г. Долен Хесен е в новото Ландграфство Хесен-Касел на синът му Вилхелм IV.